# Downtown

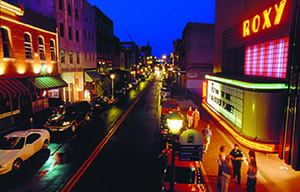
Downtown Clarksville

Das Wort Downtown wird hauptsächlich in Nordamerika im Englischen verwendet, um die Innenstadt oder den zentralen Wirtschaftsbereich einer Stadt zu bezeichnen (üblicherweise im geografischen, kommerziellen oder Gemeinde-Sinn).
Es wurde in New York City geprägt, wo es seit etwa 1830 verwendet wurde, um auf die ursprüngliche Stadt am Südende der Manhattan-Insel Bezug zu nehmen. Als New York größer wurde, konnte die Stadt nur nach Norden wachsen, also den Fluss hinauf („up“). Dadurch wurde alles in Richtung Norden bekannt als „uptown“ (Upper Manhattan) und entsprechend in Richtung Süden als „downtown“ (Lower Manhattan). Da viele Landkarten eingenordet dargestellt werden, lässt sich als Analogie auch „up“ als Richtung Norden und „down“ als Richtung Süden verstehen.
Im 19. Jahrhundert wurde die Bezeichnung nach und nach von anderen US-amerikanischen und kanadischen Städten übernommen, um den historischen Stadtkern zu bezeichnen. Bis 1880 tauchte sie nicht in Wörterbüchern auf, war aber in den frühen 1900er Jahren deutlich etabliert.

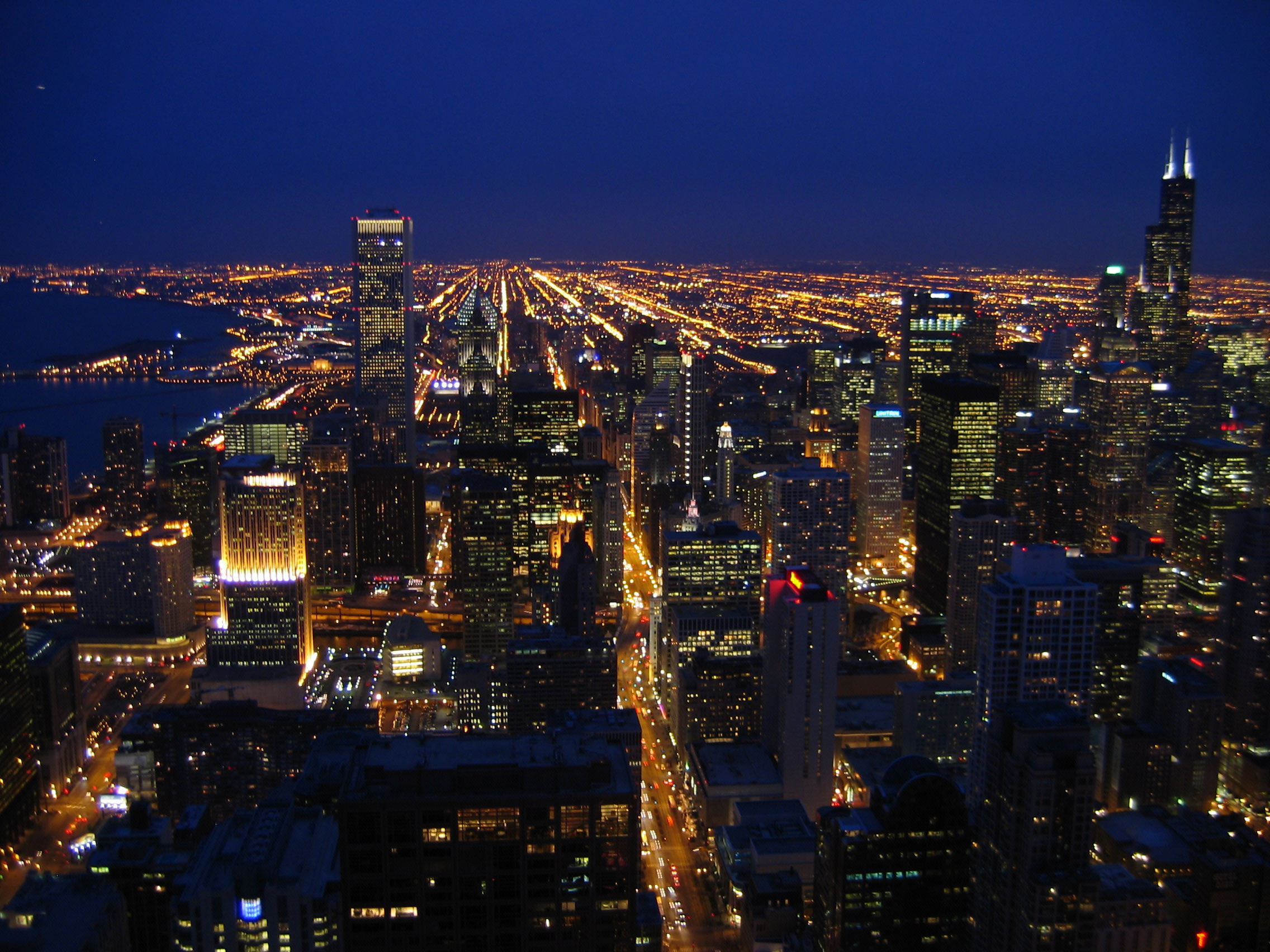
Chicago Loop
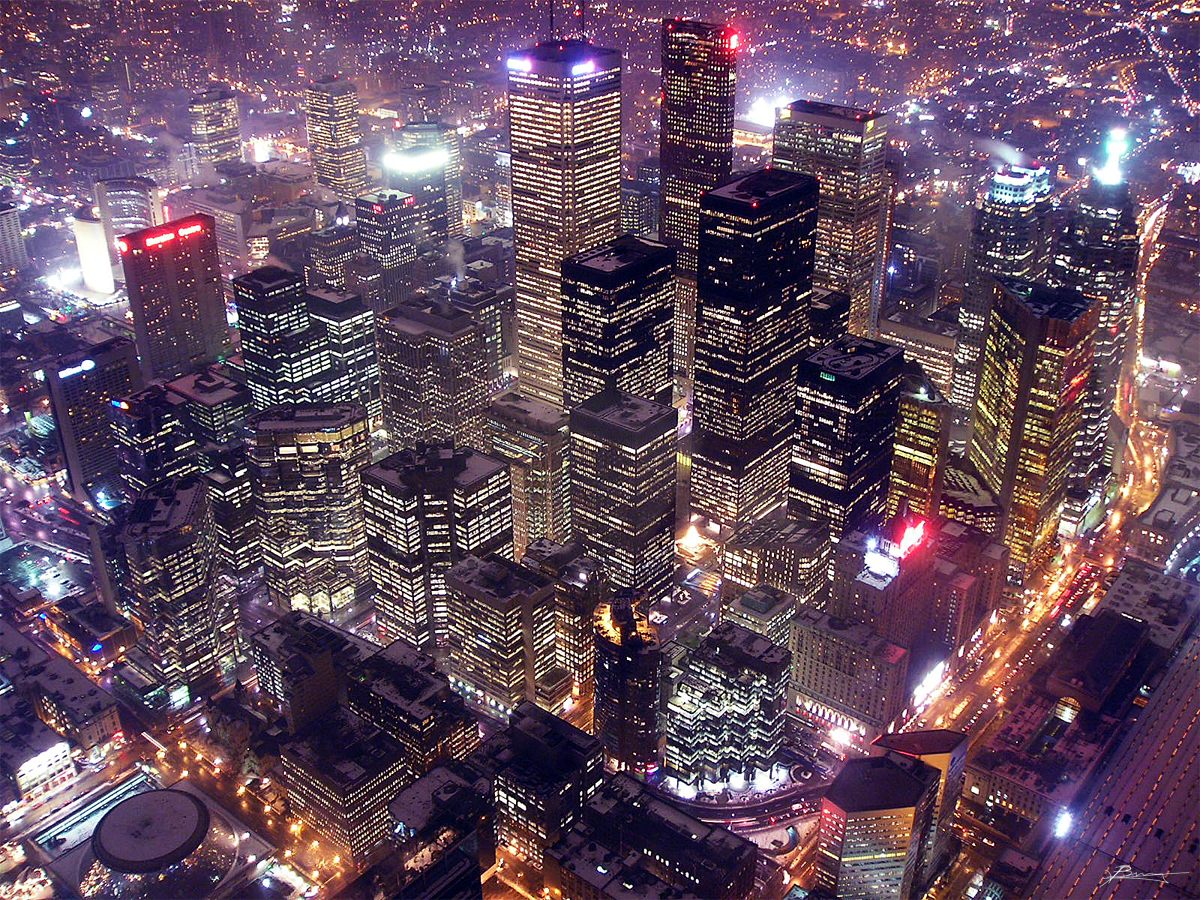
Downtown Toronto